# Didier Diderot

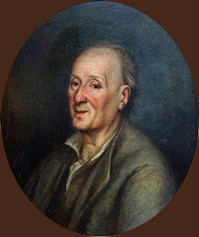
Didier Diderot, Gemälde eines unbekannten Künstlers. Musée d’art et d’histoire de Langres

Didier Diderot (* 14. September 1685 in Langres; † 3. Juni 1759 ebenda) war ein französischer Handwerker und der Vater des späteren Enzyklopädisten, Autors, Philosophen und Aufklärers Denis Diderot.

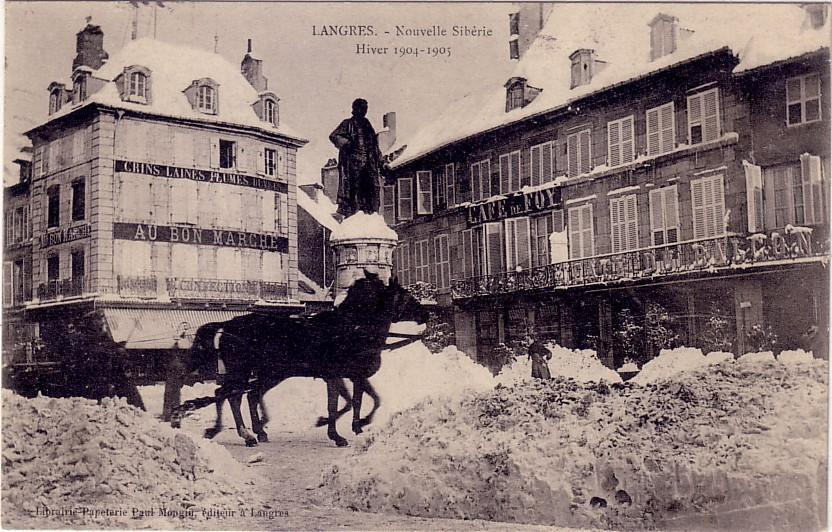
n° 9 de la place Chambeau, heute n° 9 de la place dans le centre ville de Langres, im Hintergrund auf der rechten Seite das Wohnhaus der Diderots

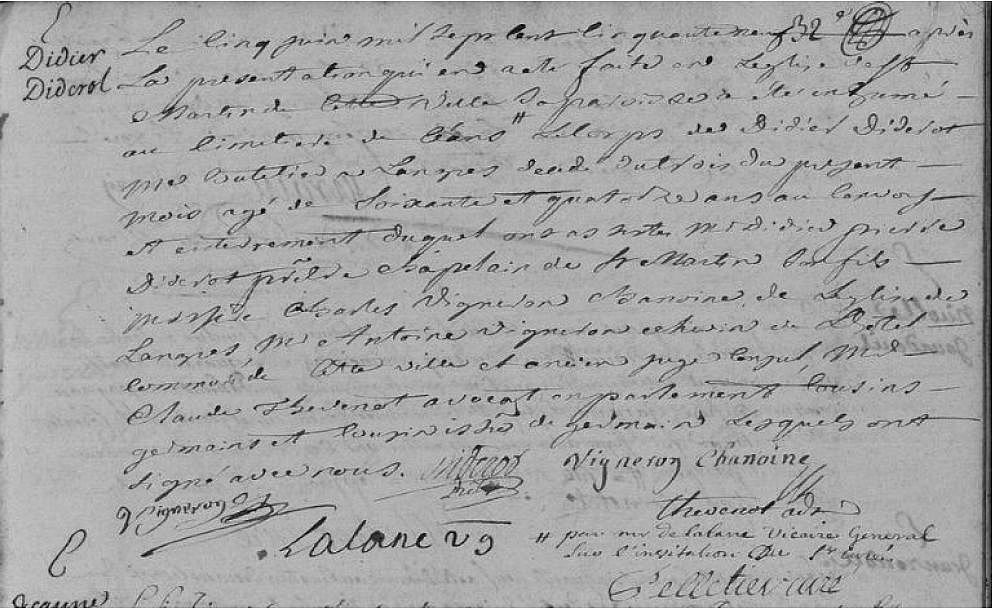
Sterbeurkunde von Didier Diderot, acte de décès

## Leben und Wirken
Didier Diderot entstammte Dynastien von Handwerksfamilien aus der Bischofsstadt Langres in der Haut Marne, heute in der Region Champagne-Ardenne. Sein Vater war Denis Diderot, senior (3. November 1654 – 26. März 1726), ein Handwerksmeister, genauer Messerschmiedemeister, maître coutelier, und seine Mutter war Nicole Beligné (30. Oktober 1655 – August 1692). Beide waren seit dem 20. Juni 1679 miteinander verheiratet. Auch sie entstammte einer Handwerksfamilie, war doch ihr Vater François Beligné (1625–1697) ebenfalls ein Messerschmiedemeister, ihre Mutter war Catherine Grassot. Von der Familie Beligné übernahm er die Kennzeichnung ihrer Erzeugnisse, die Perle, la perle.
Didier (siehe auch Desiderius von Langres) hatte fünf Brüder – wovon Didier der zweitälteste Sohn war – und eine Schwester: die Brüder Antoine Thomas (1682–1755), Claude (1687–1689), François (* 1688), Félix (* 1689) und Didier (* 1690) und die Schwester Catherine Diderot (* 1690).

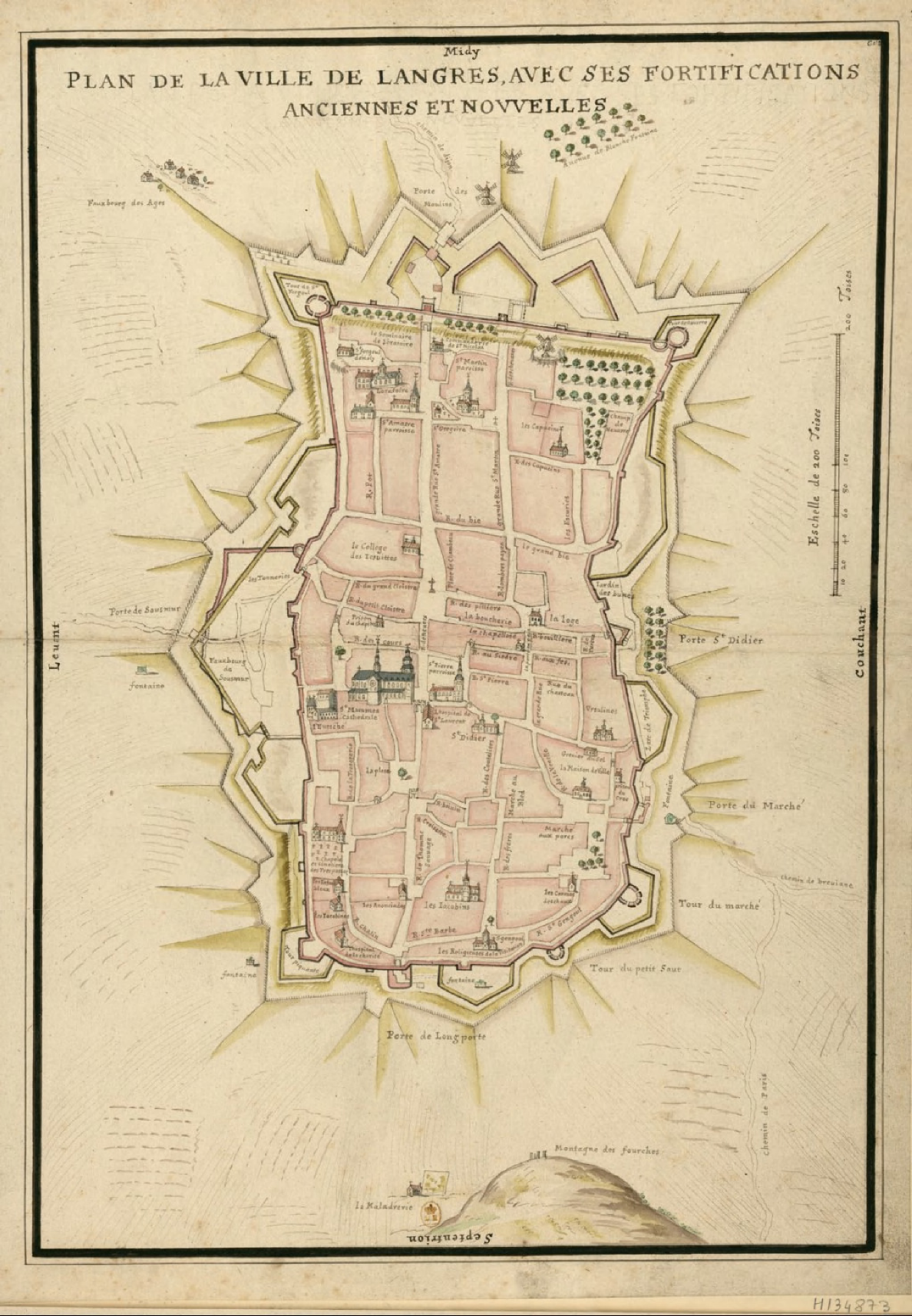
Historischer Stadtplan von Langres

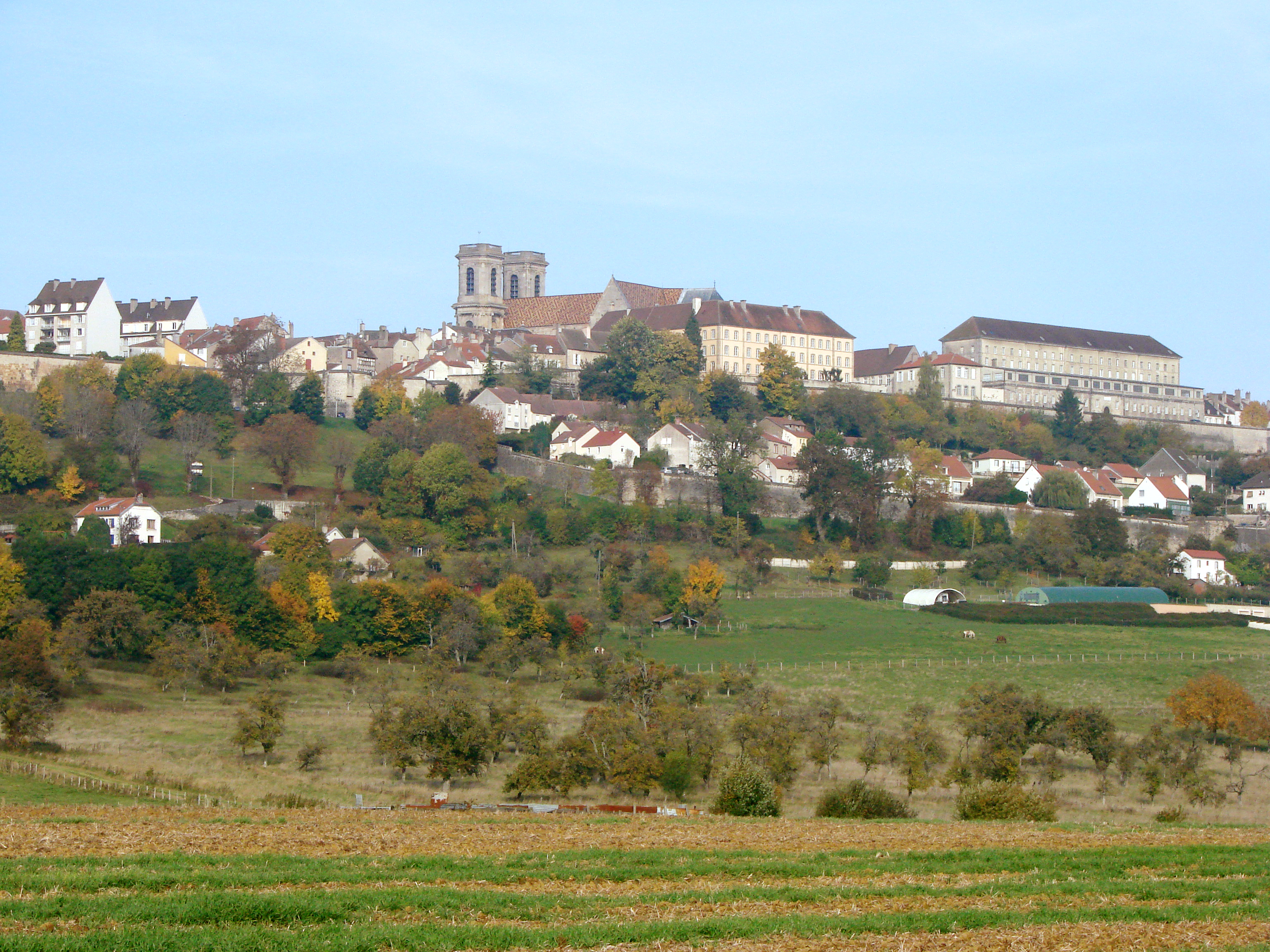
Blick auf Langres (Region Champagne-Ardenne

Didier Diderot heiratete am Dienstag, dem 19. Januar 1712, in Chassigny Angélique Vigneron (12. Oktober 1677 – 1. Oktober 1748). Sie war die dreizehnte Tochter des Gerbers, tanneur, François Vigneron († 1679) und der Jeanne Aramite Humblot († 1710) aus Langres. Didier Diderot stand der jansenistischen Bewegung in der katholischen Kirche nahe. Das Paar hatte drei Söhne und vier Töchter; der erste Sohn verstarb einen Tag nach seiner Geburt am 5. November 1712, dann folgten Denis (5. Oktober 1713 – 31. Juli 1784) und Didier-Pierre (21. März 1722 – 17. November 1787), ein späterer Stiftsherr von Langres, chanoine écrivain de Langres (siehe auch Bistum Langres), die Schwestern waren Denise (27. Januar 1715 – 26. März 1797), Catherine (1716–1718), Catherine (1719 – 25. Oktober 1735) und Angélique Diderot (3. April 1720–1749). Angélique Diderot trat dem Ursulinen-Orden bei.

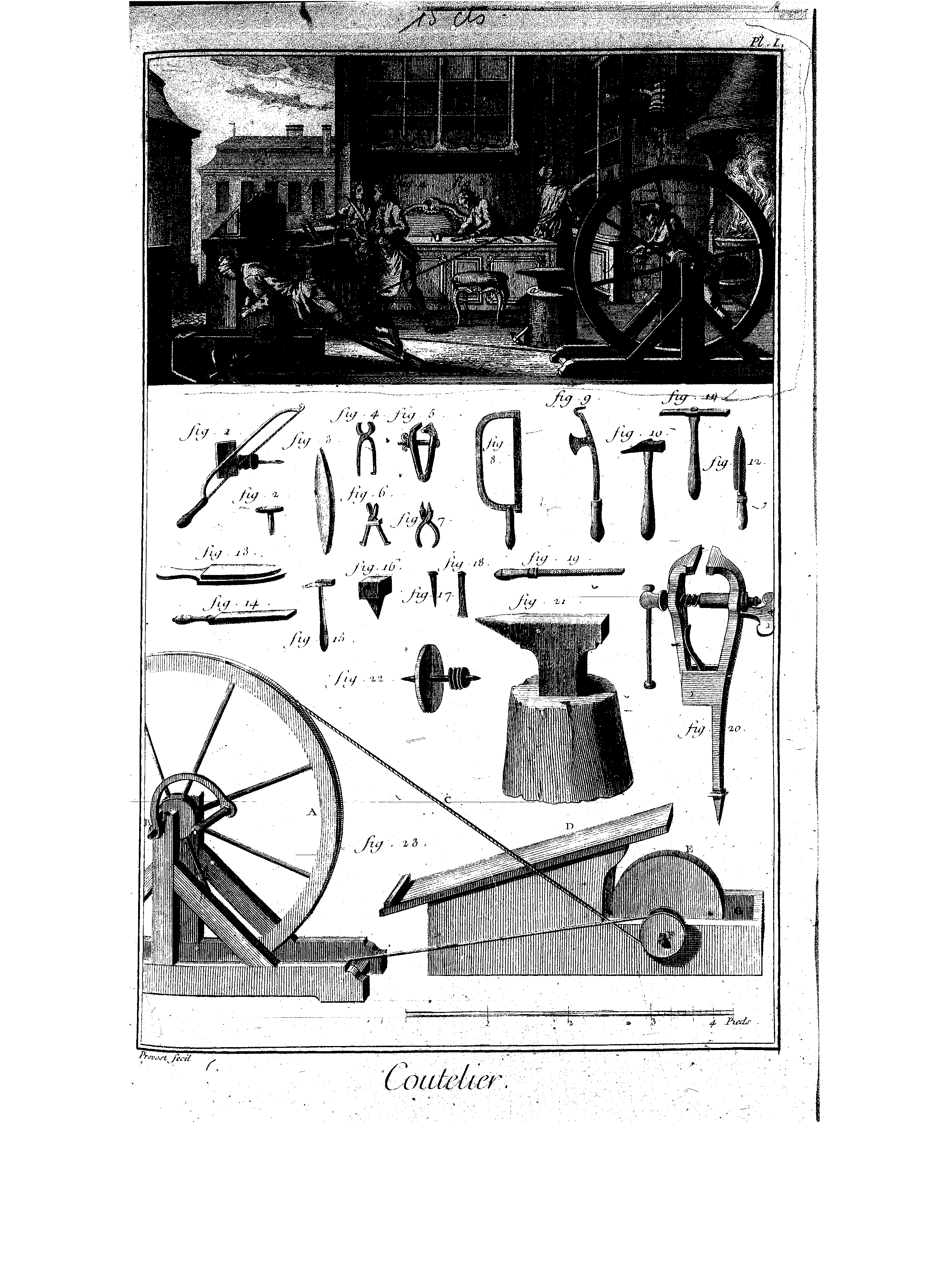
Werkstatt eines Messerschmiedes, coutelier. Abbildung aus der Encyclopédie von Didier Diderots Sohn Denis Diderot.

Die Familie lebte um das Jahr 1713 im Zentrum von Langres, n° 9 de la place Chambeau, heute die n° 9 de la place dans le centre ville de Langres, der Platz trägt heute den Namen Denis Diderots.
Didier Diderot war ein Fachmann für das Herstellen von medizinisch-chirurgischen Schneideinstrumenten, so etwa für Skalpelle und Lanzetten (siehe hierzu Schmieden, Messerstahl und Damaszener Stahl).

## Verhältnis von Didier und Denis Diderot, Vater und Sohn
Denis, der älteste Sohn von Didier Diderot, wie auch seine Geschwister erhielten eine gute schulische Ausbildung in den von den Jesuiten geprägten Einrichtungen.
Das Verhältnis zu seinem Vater war durchaus ambivalent:
Im Jahre 1741 lernte Denis Diderot die Wäscheverkäuferin Anne-Toinette Champion kennen und beabsichtigte sie zu heiraten. Wie üblich wollte er hierzu seinen Vater um Erlaubnis bitten und so reiste er im Dezember 1742 nach Langres. Sein Vater Didier Diderot war jedoch mit seinen Plänen nicht einverstanden und ließ ihn kraft seiner väterlichen Autorität im Januar 1743 in einem (Karmeliter-) Kloster bei Troyes festhalten, damit er von seinen Plänen Abstand nehme. Denis Diderot floh nach Paris. Erst am Mittwoch, dem 6. November 1743, heiratete er heimlich Anne-Toinette Champion.
Dennoch sollte es zu einer Aussöhnung kommen, nachweislich traf Anne-Toinette Diderot im Jahre 1752 ihren Schwiegervater und dessen Familie in Langres, sie wurde freundlich aufgenommen und den vielen Verwandten und Bekannten vorgestellt.
Trotz seines im Innern immer wieder aufflackernden Widerstreits gegen den Vater trägt Denis ihn als „großes Urbild“ bis an sein Lebensende im Herzen.

## Didier Diderots Tod
Didier Diderot machte Ende Mai 1759 eine Reise zu den Kur-Thermen nach Bourbonne-les-Bains, etwa fünfzig Kilometer von Langres entfernt. Der Arzt Hugues Alexis Juvet (1714–1789) schickte ihn bald nach Langres zurück, wo er am Tag nach seiner Rückkehr am 3. Juni 1759, Pfingsten, in einem Stuhl sitzend verstarb. Er wurde am nächsten Tag auf dem Friedhof von Langres begraben.
Denis Diderot weilte im Juli 1759 in Langres, um mit seinen Angehörigen und insbesondere seinen Geschwistern die Erbschaftsangelegenheiten seines verstorbenen Vaters zu regeln; in einem Brief vom 31. Juli 1759 an Sophie Volland schrieb er:

„(…) Mein Vater hat uns Rentenbankscheine im Werte von 30.000 Livres hinterlassen, achthundert Scheffel Korn im Werte von 40.000 Livres, ein Stadthaus, zwei hübsche Landhäuschen, Weinberge, Waren, ein paar Kreditbriefe und ein Mobiliar, wie es in etwa einem Mann seines Standes geziemt. Mein Bruder und meine Schwester werden besser wegkommen als ich, und darüber freue ich mich. (…)“

## Im Spiegel von Friedrich Melchior Grimm
In einer Ausgabe der Correspondance littéraire vom 1. März 1771, Entretien d’un père avec ses enfants, beschreibt der langjährige Freund und Vertraute von Denis Diderot, Friedrich Melchior Grimm, eine kurze Begegnung mit dessen Vater, Didier Diderot, in Langres:
Monsieur Diderot, maître coutelier à Langres, mourut en 1759, généralement regretté dans sa ville, laissant à ses enfants une fortune honnête pour son état, et une réputation de vertu et de probité désirable en tout état. Je le vis trois mois avant sa mort: en allant à Genève, au mois de mars 1759, je passai exprès par Langres, et je m’applaudirai toute ma vie d’avoir connu ce vieillard respectable. Il laissa trois enfants: un fils aîné, Denis Diderot, né en 1713, c’est notre philosophe; une fille d’un cœur excellent, et d’une fermeté de caractère peu commune, qui, dès l’instant de la mort de sa mère, se consacra entièrement au service de son père et de sa maison, et refusa par cette raison de se marier; un fils cadet, qui a pris le parti de l’Église: il est chanoine de l’église cathédrale de Langres, et un des grands saints du diocèse. C’est un homme d’un esprit bizarre, d’une dévotion outrée, et à qui je crois peu d’idées et de sentiments justes. Le père aimait son fils aîné d’inclination et de passion; sa fille, de reconnaissance et de tendresse; et son fils cadet, de réflexion, par respect pour l’état qu’il avait embrassé.
(Ungefähre Übersetzung: Monsieur Diderot, maître coutelier in Langres, starb spät im Jahre 1759, in seiner Stadt, so konnte er seinen Kinder ein für seine Verhältnisse gutes Vermögen hinterlassen, und behielt einen guten Ruf an Tugend und Redlichkeit. Ich sah ihn drei Monate vor seinem Tod, als ich im März 1759 nach Genf reiste, kam ich ausdrücklich durch Langres, und ich begrüßte den mein ganzes Leben Bekannten und alten Respektablen. Er hinterließ drei Kinder: sein ältester Sohn, Denis Diderot, im Jahre 1713 geboren, ist der Philosoph, eine Tochter mit einem guten Herzen und einer ungewöhnlichen Stärke des Charakters, die im Moment des Todes ihrer Mutter sich ganz in den Dienst ihres Vaters und des Hauses stellte, und aus diesem Grund sich weigerte zu heiraten, und den jüngsten Sohn, der dauerhaft der Kirche nutzte: er ist der Kanoniker der Kathedrale von Langres, und einer der großen Heiligen der Diözese. Dies ist ein Mann des Geistes, aber in einer bizarren, übertriebenen Hingabe und ich glaube, dass einige seiner Ideen nur auf Gefühlen beruhen. Der Vater liebte in seinem ältesten Sohn dessen Neigung und Leidenschaft, in seiner Tochter deren Dankbarkeit und Zärtlichkeit, und in seinem jüngsten Sohn seine Nachdenklichkeit und Achtung und er umarmte sie.)

## Werke
- Didier Diderot, Louis Marcel: Une lettre du père de Diderot à son fils, détenu à Vincennes (3 septembre 1749). J. Bière, Bordeaux, (1928)